# ハファエル・ロバト・ジュニア
ハファエル・ロバト・ジュニア（Rafael Lovato Jr.、1983年6月25日 - ）は、アメリカ合衆国オハイオ州シンシナティ出身の男性柔術家、総合格闘家。ロバトズ・スクール・オブ・ブラジリアン柔術所属。元Bellator世界ミドル級王者。元Legacy FCミドル級王者。ラファエル・ロバト・ジュニアとも表記される。
ブラジル人以外では史上初となるブラジレイロ優勝、アメリカ人ではBJ・ペン以来史上2人目となるムンジアル優勝など、柔術とグラップリングの国際大会で数々の実績を持つ。

## 来歴
1983年、オハイオ州シンシナティに生まれ、8歳の時にオクラホマ州オクラホマシティに移った。父親の影響で幼少期から截拳道、ボクシング、エスクリマなど様々な格闘技を習い、13歳になるとブラジリアン柔術を始め、2004年、21歳でサウロ・ヒベイロから黒帯を授与された。

### ブラジリアン柔術・グラップリング
2005年10月19日、カリフォルニア州で開催されたヒクソン・グレイシー主催のブドーチャレンジ98kg以上級に参戦。1回戦でホーレス・グレイシーと対戦し、チョークスリーパーで一本勝ち。決勝で小斎武志と対戦し、チョークスリーパーに入ったところで小斎に指を噛まれ反則勝ち。優勝を果たした。
2006年5月26日、L.A.SUB-Xでリョート・マチダと対戦し、再延長の末、0-1で判定負け。
2007年5月、アブダビコンバット88kg未満級に出場し、2回戦でデミアン・マイアに敗北。
2007年5月、ブラジル柔術選手権の黒帯スペルペサード級（100kg以下）で優勝。ブラジル人以外で史上初の王者となった。
2007年8月、世界柔術選手権の黒帯ペサディシモ級（100kg以上）で優勝。アメリカ人ではBJ・ペン以来史上2人目の王者となった。
2013年10月、アブダビコンバット88kg未満級に出場し、決勝戦でホムロ・バハルに敗れ準優勝。

### 総合格闘技
2014年、Legacy FCでプロ総合格闘技デビュー。2016年にはミドル級王座を獲得した。

#### Bellator
2017年3月3日、ベラトール初参戦となったBellator 174でチャールズ・ハックマンと対戦し、試合開始直後から打撃のラッシュを浴びせ、わずか13秒でTKO勝ち。
2019年6月22日、Bellator 223のBellator世界ミドル級タイトルマッチで王者のゲガール・ムサシに挑戦し、2-0の判定勝ち。王座獲得に成功した。
2020年2月10日、海綿状血管腫と診断を受けたことを公表し、Bellator世界ミドル級王座を返上。
後身の指導に専念していたが、2022年12月28日、INOKI BOM-BA-YE × 巌流島 in 両国で復帰。岩﨑大河と対戦し、1Rにキムラロックで一本勝ちを収めた。

## 戦績
| 総合格闘技 戦績 | 総合格闘技 戦績 | 総合格闘技 戦績 | 総合格闘技 戦績 | 総合格闘技 戦績 | 総合格闘技 戦績 | 総合格闘技 戦績 |
| --------------- | --------------- | --------------- | --------------- | --------------- | --------------- | --------------- |
| 11 試合         | (T)KO           | 一本            | 判定            | その他          | 引き分け        | 無効試合        |
| 11 勝           | 2               | 7               | 2               | 0               | 0               | 0               |
| 0 敗            | 0               | 0               | 0               | 0               | 0               | 0               |

| 勝敗 | 対戦相手               | 試合結果                          | 大会名                                                                      | 開催年月日     |
| ○    | 岩﨑大河               | 1R 2:10 キムラロック              | INOKI BOM-BA-YE × 巌流島 in 両国                                            | 2022年12月28日 |
| ○    | ゲガール・ムサシ       | 5分5R終了 判定2-0                 | Bellator 223: Mousasi vs. Lovato Jr. 【Bellator世界ミドル級タイトルマッチ】 | 2019年6月22日  |
| ○    | ジョン・ソルター       | 3R 4:27 リアネイキドチョーク      | Bellator 205: McKee vs. Macapa                                              | 2018年9月21日  |
| ○    | ジェラルド・ハリス     | 1R 1:11 腕ひしぎ十字固め          | Bellator 198: Fedor vs. Mir                                                 | 2018年4月28日  |
| ○    | クリス・ハニーカット   | 5分3R終了 判定3-0                 | Bellator 189: Budd vs. Blencowe 2                                           | 2017年12月1日  |
| ○    | マイク・ローデス       | 1R 1:59 リアネイキドチョーク      | Bellator 181: Campos vs. Girtz 3                                            | 2017年7月14日  |
| ○    | チャールズ・ハックマン | 1R 0:13 TKO（スタンドパンチ連打） | Bellator 174: Coenen vs. Budd                                               | 2017年3月3日   |
| ○    | コルテス・コールマン   | 3R 4:04 腕ひしぎ十字固め          | Legacy FC 62 【LFCミドル級タイトルマッチ】                                  | 2016年11月11日 |
| ○    | マルセロ・ヌネス       | 2R 4:51 TKO（パウンド）           | Legacy FC 54 【LFCミドル級王座決定戦】                                      | 2016年4月20日  |
| ○    | ケビン・ホランド       | 1R 1:24 リアネイキドチョーク      | Legacy FC 46                                                                | 2015年10月2日  |
| ○    | カナン・グリグスビー   | 1R 4:07 肩固め                    | Legacy FC 35                                                                | 2014年9月26日  |

## 獲得タイトル

### ブラジリアン柔術
- ヨーロピアン柔術選手権 黒帯スペルペサード級 優勝（2007年）
- パンアメリカン柔術選手権 黒帯スペルペサード級 優勝（2007年）
- ブラジル柔術選手権 黒帯スペルペサード級 優勝（2007年）
- 世界柔術選手権 黒帯ペサディシモ級 優勝（2007年）
- パン柔術選手権 黒帯ペサード級 優勝（2008年）
- ブラジル柔術選手権 黒帯アブソルート級 優勝（2013年）

### グラップリング
- ブドーチャレンジ 98kg以上級 優勝（2005年）
- 世界ノーギ柔術選手権 黒帯ペサード級 優勝（2010年）
- 世界ノーギ柔術選手権 黒帯メイオペサード級 優勝（2011年）
- 世界ノーギ柔術選手権 黒帯ペサディシモ級 優勝（2013年）

### 総合格闘技
- 第4代Legacy FCミドル級王座（2016年）
- 第6代Bellator世界ミドル級王座（2019年）